# Giacomo Gaioni
Giacomo Gaioni, född 26 april 1905 i Roverbella, död 14 november 1988 i Mantua, var en italiensk tävlingscyklist.
Gaioni blev olympisk guldmedaljör i lagförföljelse vid sommarspelen 1928 i Amsterdam.